# Aeugsterberg
Aeugsterberg är ett berg i Schweiz. Det ligger i distriktet Affoltern och kantonen Zürich, i den centrala delen av landet, 90 km öster om huvudstaden Bern. Toppen på Aeugsterberg är 828 meter över havet, eller 178 meter över den omgivande terrängen. Bredden vid basen är 1,61 km. Aeugsterberg ingår i bergskedjan Albis.